# Beats International
A Beats International egy brit elektronikus zenekar volt, mely 1989 és 1992 között létezett. A zenekart Norman Cook - (később Fatboy Slim néven lett ismert) - alapította az Brightonban, Sussexben, miután távozott előző The Housemartins zenekarából. Legnagyobb slágerük a Dub Be Good To Me című dal volt.
A zenekar tagjai között szerepelt Lindy Layton énekesnő is, aki a Dub Be Good To Me című dalt is énekli, valamint a Cornwallis északi részén élő Lester Noel énekes, valamint DJ Baptiste (The Crazy MC), Mc Wildski és Andy Boucer Klaviber is. A zenekarhoz REQ a graffitiművész is csatlakozott, aki a zenekar fellépésein festményeket festett.

## Let Them Eat Bingo
Az első debütáló album 1990-ben jelent meg Let Them Eat Bingo címmel, melyen a Dub Be Good To Me című dal az SOS Band 1983-as Just Be Good To Me című dal alapjain nyugszik. A további alapok a The Clash Guns Of Brixton című dalának samplereiből lettek felhasználva. Az album az angol lista 17. míg az ausztrál lista 63. helyéig jutott.

## Excursion On The Version
A második album 1991-ben jelent meg, de nem sikerült felülmúlnia az első debütáló album sikerét. Az albumon több reggie elemet és dub-ot használtak fel, végül Norman Cook feloszlatta a zenekart és 1993-ban a Freak Power nevű zenekarba távozott.

## Diszkográfia

### Albumok
| Év   | Album                    | UK  | AUS |
| ---- | ------------------------ | --- | --- |
| 1990 | Let Them Eat Bingo       | #17 | #63 |
| 1991 | Excursion On The Version | -   | -   |

### Kislemezek
| Év                                     | Dal                                              | Legmagasabb helyezés | Legmagasabb helyezés | Legmagasabb helyezés | Legmagasabb helyezés | Legmagasabb helyezés | Legmagasabb helyezés | Legmagasabb helyezés | Legmagasabb helyezés | Legmagasabb helyezés | Legmagasabb helyezés | Legmagasabb helyezés | Legmagasabb helyezés | Legmagasabb helyezés | Legmagasabb helyezés | Album                    |
| Év                                     | Dal                                              | UK                   | IRE                  | NED                  | BEL (FLA)            | FRA                  | GER                  | AUT                  | SWI                  | SWE                  | NOR                  | AUS                  | NZ                   | US                   | US Dance             | Album                    |
| -------------------------------------- | ------------------------------------------------ | -------------------- | -------------------- | -------------------- | -------------------- | -------------------- | -------------------- | -------------------- | -------------------- | -------------------- | -------------------- | -------------------- | -------------------- | -------------------- | -------------------- | ------------------------ |
| 1990                                   | "Dub Be Good To Me"                              | 1                    | 4                    | 2                    | 5                    | 19                   | 4                    | 2                    | 6                    | 10                   | 10                   | 12                   | 6                    | 76                   | 1                    | Let Them Eat Bingo       |
| 1990                                   | "Won’t Talk About It"                            | 9                    | 12                   | 28                   | —                    | —                    | 26                   | 27                   | 24                   | —                    | —                    | 70                   | 20                   | 76                   | 4                    | Let Them Eat Bingo       |
| 1990                                   | "Burundi Blues"                                  | 51                   | —                    | 70                   | —                    | —                    | —                    | —                    | —                    | —                    | —                    | —                    | —                    | —                    | —                    | Let Them Eat Bingo       |
| 1990                                   | "For Spacious Lies" (csak Franciaországban)      | —                    | —                    | —                    | —                    | —                    | —                    | —                    | —                    | —                    | —                    | —                    | —                    | —                    | —                    | Let Them Eat Bingo       |
| 1991                                   | "Echo Chamber"                                   | 60                   | —                    | —                    | —                    | —                    | —                    | —                    | —                    | —                    | —                    | —                    | 49                   | —                    | —                    | Excursion On The Version |
| 1991                                   | "The Sun Doesn’t Shine"                          | 66                   | —                    | —                    | —                    | —                    | 87                   | —                    | —                    | —                    | —                    | —                    | —                    | —                    | —                    | Excursion On The Version |
| 1991                                   | "In The Ghetto"                                  | 44                   | —                    | —                    | —                    | —                    | 89                   | —                    | —                    | —                    | —                    | 142                  | 7                    | —                    | —                    | Excursion On The Version |
| 1992                                   | "Change Your Mind" (csak az Egyesült Államokban) | —                    | —                    | —                    | —                    | —                    | —                    | —                    | —                    | —                    | —                    | —                    | —                    | —                    | 28                   | Excursion On The Version |
| "—" slágerlistás helyezést nem ért el. |                                                  |                      |                      |                      |                      |                      |                      |                      |                      |                      |                      |                      |                      |                      |                      |                          |